# 徐廷宗
徐廷宗（？—？），字季曾，號見輿，直隸池州府建德縣人。

## 生平
万历二十五年（1597年）丁酉科应天乡试举人，四十七年（1619年）己未科進士，与孔贞运同榜，初授湖广荊州府推官，调广平府推官，迁工部主事，历工部郎中，监修九陵，工成，加服俸一级，督临清砖厂，寻擢山东副使，备兵临清，以登莱捷闻议叙，历官数省，皆清廉恺悌，明允有声，事无巨细，好行其德，所在士民俱祠祀之。以亢直忤当道，罢归里居，遇一乡大利害事，慷慨论列，不避忌讳。亲族贫者力周之，与乡人接必询其本业，训之以勤。平生敦孝友，至老不怠。崇祯乙酉（1645年），建邑被左良玉兵焚掠，入廷宗家，无所得，见廷宗正襟危坐堂上，贼有荆州人者向庇宇下，识面目，皆罗拜相戒勿犯，人謂之清廉之报。寿八十五，平生肆力诗文，惜稿多散佚不传，存有《焚馀草》。
墓在县南山湾。

## 家族
曾祖徐永衡。祖父徐貴，海宁县丞。父徐浙，庠生。